# Frohnauer SC
Frohnauer SC is een Duitse voetbalclub uit het Berlijnse stadsdeel Frohnau.

## Geschiedenis
De club werd op 12 juli 1946 opgericht als Sportgruppe Frohnau. De huidige naam werd op 15 juni 1950 aangenomen. In 1989 promoveerde de club naar de Oberliga Berlin, toen de derde klasse, maar moest na één seizoen weer een stapje terug zetten. In 1993 werd de club kampioen en promoveerde weer naar de Oberliga, die nu ook delen van de vroegere DDR omvatte, en ook bij de tweede poging moest de club na één seizoen weer terug een klasse lager spelen. Door de herinvoering van de Regionalliga belandde de club zelfs in de vijfde klasse, waar ze tot 2002 speelden. In 2005 promoveerde de club weer voor één seizoen naar Verbandsliga Berlin en in 2009 promoveerde de club opnieuw en speelde daar tot 2012. Na twee degradaties op rij verzeilde de club in de Bezirksliga. In 2017 promoveerde de club weer naar de Landesliga en een jaar later naar de Berlin-Liga.